# Apanteles azovicus
Apanteles azovicus är en stekelart som beskrevs av Kotenko 1986. Apanteles azovicus ingår i släktet Apanteles och familjen bracksteklar. Inga underarter finns listade i Catalogue of Life.